# ميخائيل لينيس
ميخائيل لينيس (بالإنجليزية: Michael Lenis)‏ هو لاعب كرة قدم أمريكي، ولد في 12 أكتوبر 2003 في وستون في الولايات المتحدة.